# Zsuzsa Oláh
Zsuzsa Oláh [ˈʒuʒɒ ˈolaː] (* 29. März 1960 in Budapest) ist eine ungarische Tischtennisspielerin. Sie wurde viermal Europa-Mannschaftsmeister.

## Nationale Erfolge
Oláh spielte im Verein Statisztika Petőfi SC, mit dem sie von 1973 bis 1990 ununterbrochen 17-mal ungarischer Mannschaftsmeister wurde. Zwischen 1977 und 1988 gewann sie 14-mal die ungarische Meisterschaft, und zwar neunmal im Einzel, zweimal im Doppel und dreimal im Mixed.
1979 wurde sie in der Rangliste Ungarns auf Rang 1 geführt, noch vor Judit Magos.

## Internationale Erfolge
1976 nahm Oláh an der Jugendeuropameisterschaft teil und holte dort im Einzel Bronze. Mit der Nationalmannschaft Ungarns gewann sie 1978, 1982 und 1986 die Europameisterschaft, 1980 holte die Mannschaft Silber. Bereits 1977 hatte Oláh in Vichy die Mannschaftsmeisterschaft der europäischen Junioren gewonnen.
Bei den fünf Weltmeisterschaften 1977, 1979, 1981, 1983 und 1985 kam sie nicht in die Medaillenränge.
Von 1979 bis 1986 nahm sie in jedem Jahr an der Rangliste Europe TOP-12 teil. Hier erzielte sie 1985 mit Rang 2 ihr bestes Ergebnis.

## Ausklang der Karriere
1988 beendete Oláh ihre internationale Laufbahn. 1992 wechselte sie zum deutschen Verein Berliner TSC (heute ttc berlin eastside). Hier arbeitete sie als Spielertrainerin. Mit ihrer Hilfe gelang 1997 der Aufstieg in die 1. Bundesliga. 2002 holte sie mit diesem Verein den Europapokal. 2006 kehrte sie nach Budapest zurück.

## Privat
Oláh ist seit 1982 verheiratet und tritt seitdem unter dem Namen Oláh-Vámossy auf. Sie hat zwei Kinder.

## Turnierergebnisse
| Verband | Veranstaltung                         | Jahr | Ort          | Land | Einzel        | Doppel        | Mixed         | Team |
| ------- | ------------------------------------- | ---- | ------------ | ---- | ------------- | ------------- | ------------- | ---- |
| HUN     | Europameisterschaft                   | 1986 | Prag         | TCH  | Viertelfinale | Viertelfinale |               | 1    |
| HUN     | Europameisterschaft                   | 1984 | Moskau       | URS  |               |               | Viertelfinale |      |
| HUN     | Europameisterschaft                   | 1982 | Budapest     | HUN  | letzte 16     | Viertelfinale |               | 1    |
| HUN     | Europameisterschaft                   | 1980 | Bern         | SUI  |               |               |               | 2    |
| HUN     | Europameisterschaft                   | 1978 | Duisburg     | FRG  |               |               |               | 1    |
| HUN     | Jugend-Europameisterschaft (Junioren) | 1977 | Vichy        | FRA  |               |               |               | 1    |
| HUN     | Jugend-Europameisterschaft (Junioren) | 1976 | Modling      | AUT  | Halbfinale    |               |               |      |
| HUN     | EURO-TOP12                            | 1986 | Sodertalje   | SWE  | 9             |               |               |      |
| HUN     | EURO-TOP12                            | 1985 | Barcelona    | ESP  | 2             |               |               |      |
| HUN     | EURO-TOP12                            | 1984 | Bratislava   | TCH  | 4             |               |               |      |
| HUN     | EURO-TOP12                            | 1983 | Cleveland    | ENG  | 11            |               |               |      |
| HUN     | EURO-TOP12                            | 1982 | Nantes       | FRA  | 7             |               |               |      |
| HUN     | EURO-TOP12                            | 1981 | Miskolc      | HUN  | 10            |               |               |      |
| HUN     | EURO-TOP12                            | 1980 | München      | FRG  | 8             |               |               |      |
| HUN     | EURO-TOP12                            | 1979 | Kristianstad | SWE  | 6             |               |               |      |
| HUN     | Weltmeisterschaft                     | 1985 | Göteborg     | SWE  | letzte 32     | letzte 32     | letzte 64     | 6    |
| HUN     | Weltmeisterschaft                     | 1983 | Tokio        | JPN  | letzte 64     | letzte 64     | letzte 32     | 9    |
| HUN     | Weltmeisterschaft                     | 1981 | Novi Sad     | YUG  | letzte 32     | letzte 32     | letzte 32     | 7    |
| HUN     | Weltmeisterschaft                     | 1979 | Pyongyang    | PRK  | letzte 32     | letzte 64     | letzte 32     | 5    |
| HUN     | Weltmeisterschaft                     | 1977 | Birmingham   | ENG  | Qual          | letzte 32     | letzte 32     | 5    |